# Scissura laterale di Silvio
La scissura laterale di Silvio conosciuta anche con il nome di solco laterale o fissura silviana o fessura laterale è una delle principali strutture del cervello umano.

## Anatomia
La scissura laterale di Silvio divide sia il lobo frontale sia quello parietale (posizionati superiormente) dal lobo temporale, che occupa la parte inferiore. Questa struttura è presente in entrambi gli emisferi del cervello ma, nella maggioranza delle persone, risulta più lunga nell'emisfero sinistro. Il solco laterale è uno dei solchi che si sviluppa più precocemente nel corso dello sviluppo del cervello umano.
Esso risulta identificabile a partire dalla quattordicesima settimana di gestazione.
La scissura laterale di Silvio presenta un certo numero di rami laterali. Due dei più importanti, e fra quelli che si trovano con maggiore regolarità, sono il ramo ascendente (chiamato anche ramo verticale) e il ramo orizzontale. Quest'ultimo viene a suddividere la circonvoluzione frontale inferiore. Il solco laterale contiene anche le circonvoluzioni temporali trasverse, le quali fanno parte della corteccia primaria e si trovano sotto la superficie della corteccia uditiva.
In parte a causa di un fenomeno conosciuto come coppia Yakovlevian, ovvero la tendenza del lato destro del cervello umano ad essere un poco più deformato in avanti rispetto al sinistro, il solco laterale è spesso più lunga e meno curvo sull'emisfero sinistro che a destra.
L'area cerebrale in prossimità della scissura silviana viene spesso descritta come corteccia perisilviana.
La corteccia somatosensitiva secondaria umana (S2, SII) è invece una regione di corteccia, definita da caratteristiche di tipo funzionale, localizzata in corrispondenza dell'opercolo parietale, sulla parte tettale del solco laterale.

## La scoperta

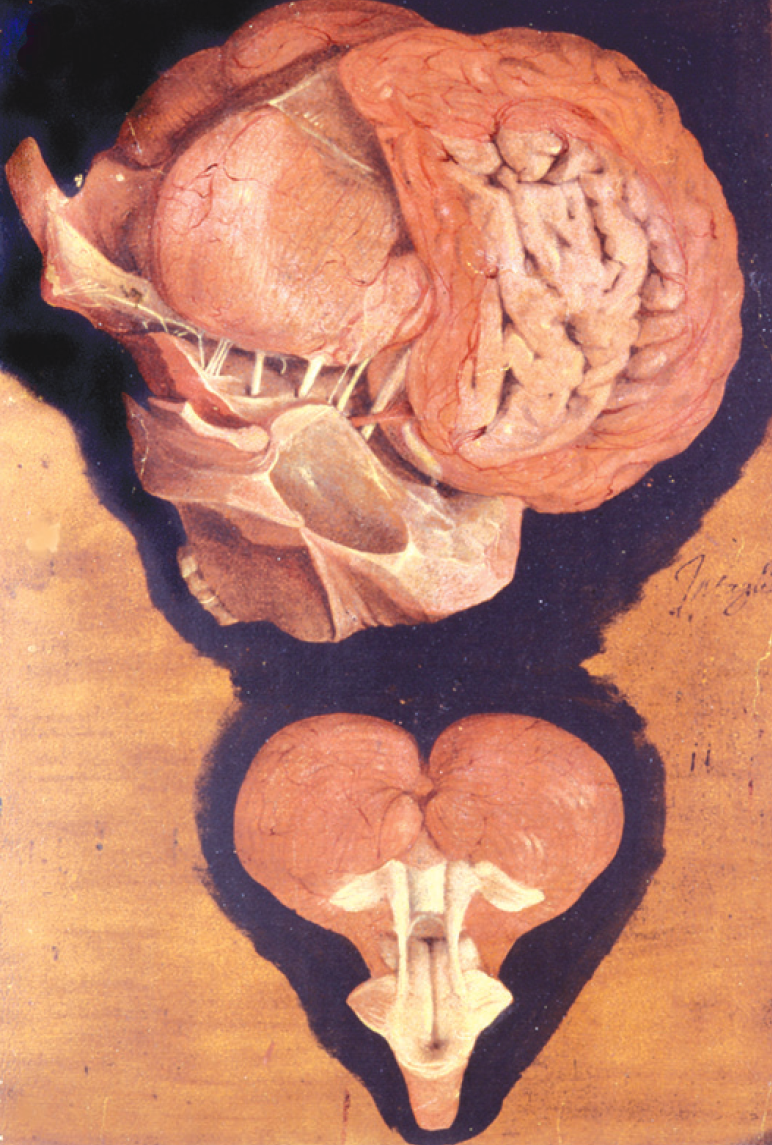
Il primo dipinto raffigurante la scissura silviana (nella sua parte superiore destra) nel 1600 nelle "Tabulae Pictae" di Girolamo Fabrici d'Acquapendente.

La corteccia cerebrale non venne raffigurata in modo realistico fino al XVII secolo, quando la fissura silvana fu accuratamente dipinta da Girolamo Fabrici d'Acquapendente nel 1600, che necessitava di tavole e disegni per la sua opera la "Tabulae Pictae".

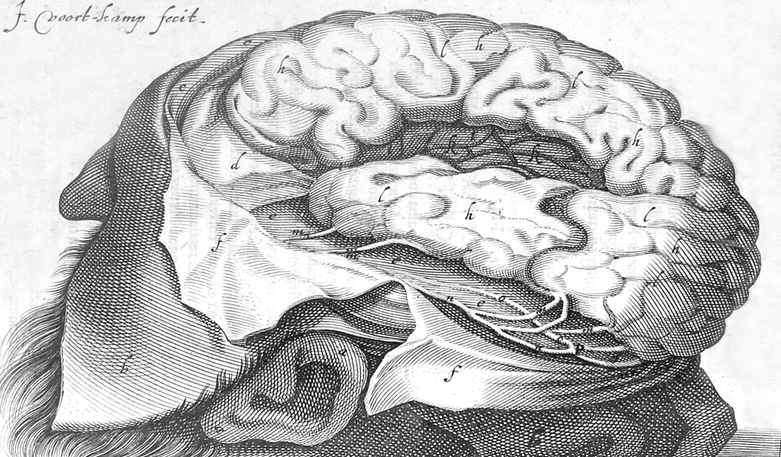
L'incisione di J. Voort Kamp pubblicata nel 1641 che ha portato alla denominazione del solco laterale o scissura silviana da Franciscus Sylvius

La sua prima descrizione viene tradizionalmente considerata quella del 1641, ad opera di Caspar Bartholin che attribuì la sua scoperta a Franciscus Sylvius (1614-1672), professore di Medicina all'Università di Leiden.
Vi sono tuttavia delle incongruenze in questa ricostruzione, poiché Caspar Bartholin morì nel 1629, mentre Silvio iniziò a studiare medicina solo nel 1632. È naturalmente possibile che la descrizione sia stata fatta, in realtà, dal figlio di Caspar Bartholin, Thomas, padre di Caspar Bartholin il Giovane, scopritore delle ghiandole di Bartolini.
Nel 1663 nella sua opera "Disputationem Medicarum", Franciscus Sylvius descrive la fessura laterale: "Particolarmente evidente è la fenditura profonda o iato che inizia alle radici degli occhi (radices oculorum) ... si corre posteriormente sopra le tempie fino alle radici del tronco cerebrale (radices midollo) .... Si divide il cervello in una parte più grande, superiore, ed in una più piccola, inferiore".

## Galleria d'immagini

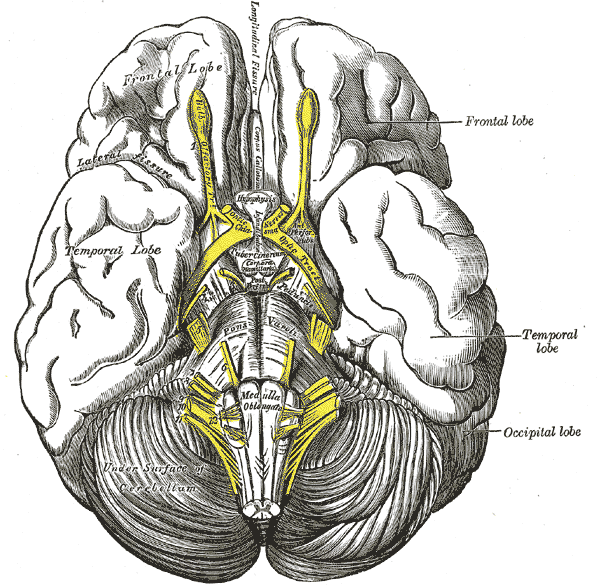
Base del cervello (la scissura silviana è visibile in alto a sinistra)
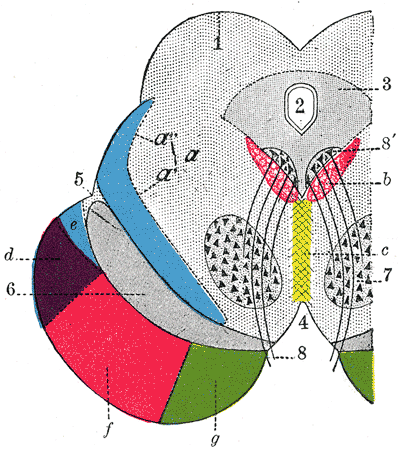
Sezione coronale attraversante la metà del cervello
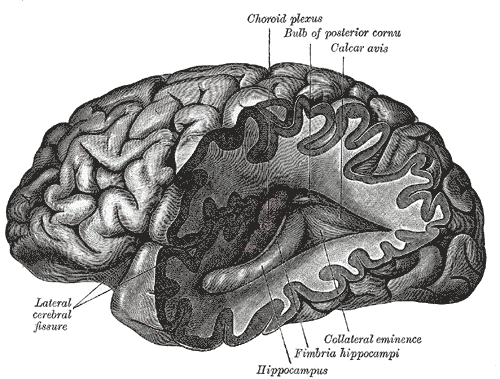
Corno posteriore e inferiore del ventricolo laterale sinistro esposto dal lato
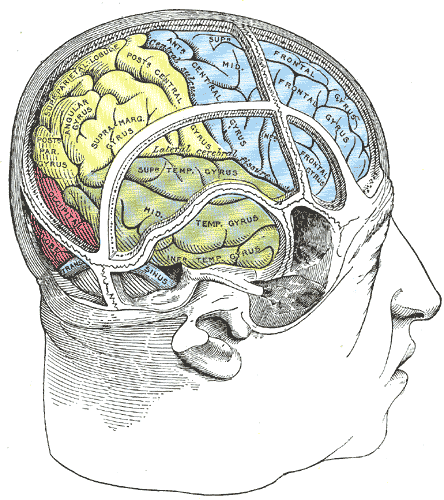
Disegno che illustra i rapporti esistenti tra il cervello ed il cranio
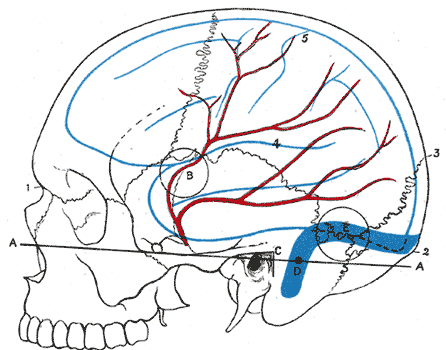
Rapporti fra il cervello e l'arteria meningea media sulla superficie del cranio
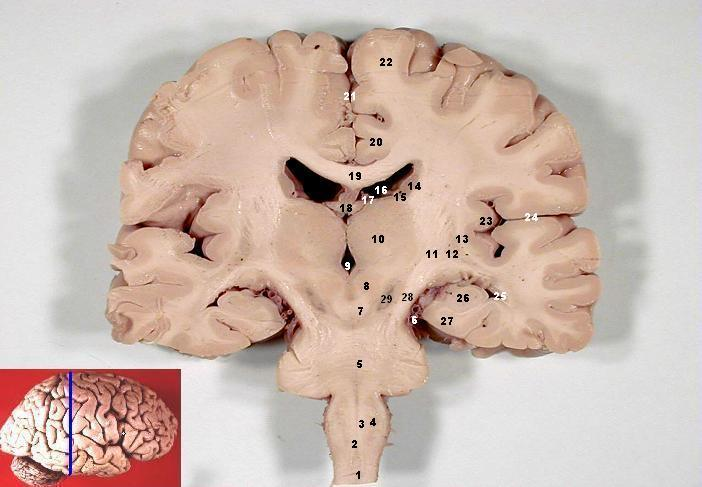
Il cervello umano, sezione frontale (coronale): #24 è il solco laterale.
Il solco laterale mostrato in colore rosso (animazione)
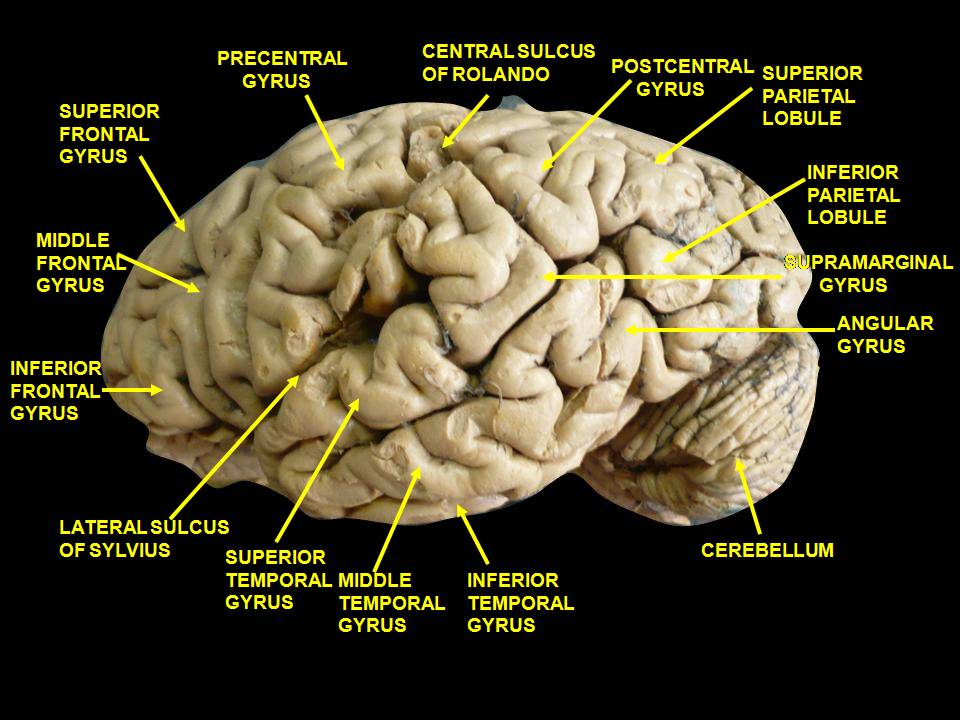
Cervello. Visione laterale. Dissezione profonda.
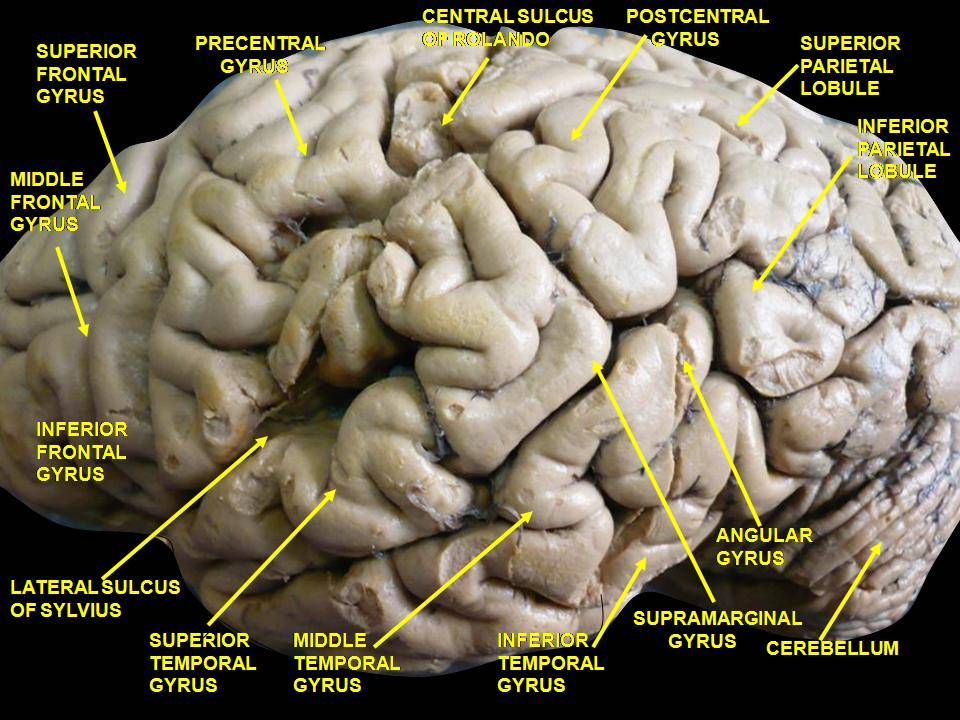
Cervello. Visione laterale. Dissezione profonda.
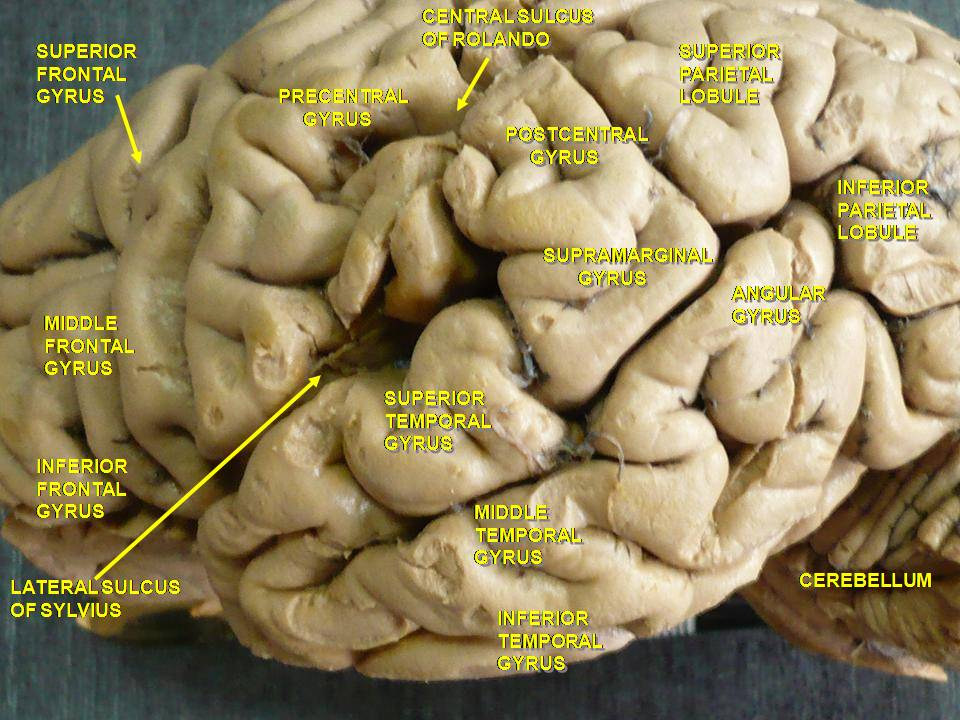
Cervello. Visione laterale. Dissezione profonda.
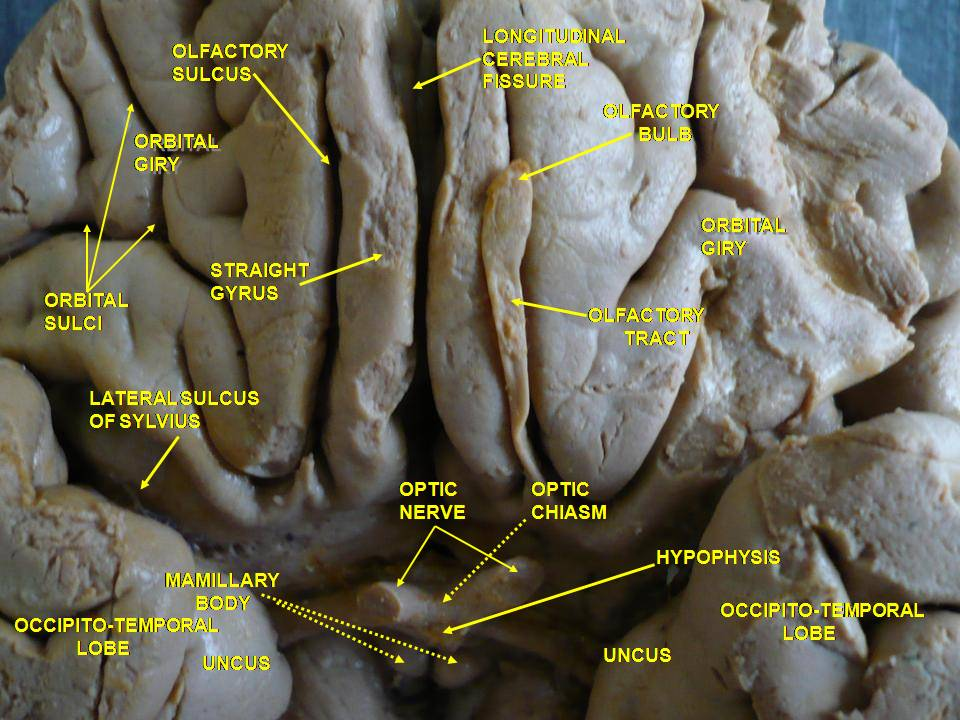
Cervello. Nervi ottico ed olfattivo. Visione dal basso. Dissezione profonda.
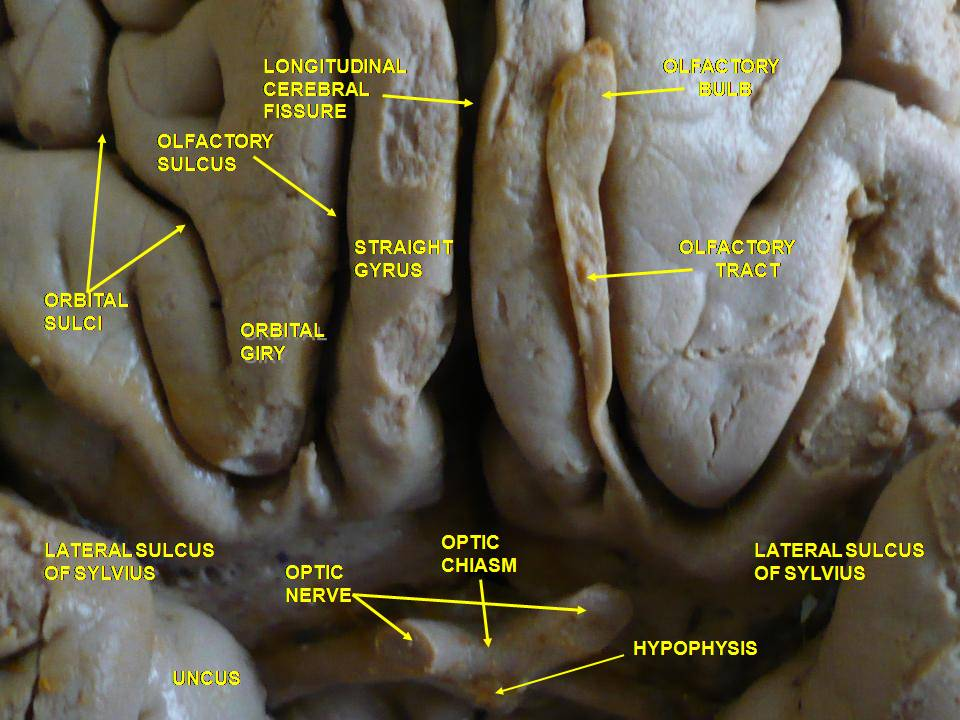
Cervello. Visione dal basso. Dissezione profonda.